# Lendenfeldia
Lendenfeldia is een geslacht van sponsdieren uit de klasse van de Demospongiae (gewone sponzen).

## Soorten
- Lendenfeldia chondrodes (De Laubenfels, 1954)
- Lendenfeldia dendyi (Lendenfeld, 1889)
- Lendenfeldia foliacea (Ridley, 1884)
- Lendenfeldia frondosa (Lendenfeld, 1889)
- Lendenfeldia plicata (Esper, 1794)
- Lendenfeldia ramosa (Lendenfeld, 1889)